# 曲法罗汀
曲法罗汀（英語：Trifarotene）是第四代外用維A酸类药物，是全球首种选择性激活视黄酸受体γ的外用药物，其活化能够调节角质形成细胞的分化、抑制炎症并减少皮脂分泌，治疗痤疮。
曲法罗汀的原研厂家是法国高德美，2019年10月该药物获FDA批准在美国上市，商品名Aklief，曲法罗汀剂量为0.005%，可用于9岁以上寻常性痤疮患者的治疗，其在美国的售价为782.18美元。2020年8月，该药物以商品名Selgamis获批在德国上市。
该药物在临床研究中表现出较低的皮肤干燥、红斑和刺痛等副作用，显著提高了患者的治疗依从性。